# Уголовный кодекс Франции 1810 года
Уголовный кодекс Франции 1810 года, также Уголовный кодекс Наполеона (фр.  Code pénal impérial) — уголовный кодекс, введённый во Франции при Наполеоне Бонапарте. Действовал вплоть до вступления в 1994 году в силу нового уголовного кодекса.
Уголовный кодекс 1810 года был создан на основе прогрессивных идей, почерпнутых из Декларации прав человека и гражданина 1789 года. Он был построен по принципу «запрещено только то, что вредно, а что не запрещено, то разрешено».